# Cratere Caravaggio

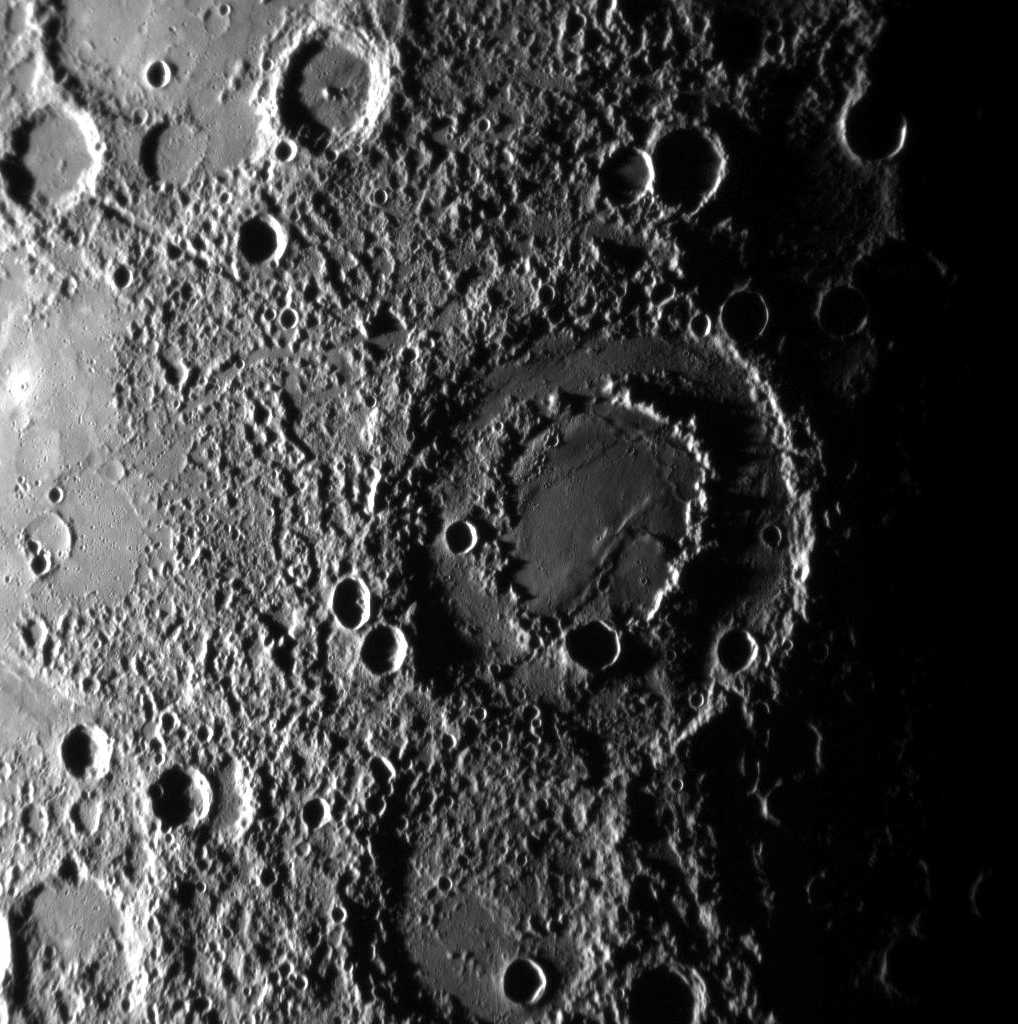
Il cratere Caravaggio su Mercurio ripreso dall'alto

Caravaggio è un cratere da impatto sulla superficie di Mercurio.
Il cratere è dedicato al pittore italiano Michelangelo Merisi da Caravaggio.